# Macedonio de la Torre
Macedonio de la Torre Collard (Usquil, 27 de enero de 1893 - Lima, 13 de mayo de 1981) fue un pintor peruano. Artista versátil, fogoso y original, se educó en Europa en la década de 1920 y llevó al Perú la modernidad pictórica, representada por el vanguardismo fauve y el abstraccionismo (1930).

## Biografía
Hijo de Macedonio de la Torre Gonzáles, y de Adelaida Collard Mendoza, nació en la Hacienda Chuquizongo, distrito de Usquil, provincia de Otuzco, departamento de La Libertad. Hizo sus primeros estudios en el Colegio Alemán-Inglés de Trujillo y en el Seminario de San Carlos y San Marcelo de la misma ciudad, dirigido por los Hermanos Lazaristas Franceses. Recibió una educación muy esmerada y orientada al cultivo de los valores espirituales. La educación secundaria la continuó en el mismo Seminario y la concluyó en el Colegio Nacional San Juan de Trujillo. 
Pasó luego a la Universidad Nacional de Trujillo (1912), y después a la Universidad de San Marcos de Lima (1913-1914), asimilando una vasta cultura que le permitió una bien formada sensibilidad y una profunda comprensión de los valores estéticos. Durante las vacaciones de verano regresaba a Trujillo; en esos años frecuentó también la famosa bohemia trujillana, conocida luego como el Grupo Norte que reunía a lo mejor de la intelectualidad radicada en Trujillo, entre quienes figuraban su primo Víctor Raúl Haya de la Torre, Antenor Orrego, Alcides Spelucín, José Eulogio Garrido, César Vallejo y Juan Espejo Asturrizaga.
A la sazón era un hábil violinista que se hacía aplaudir en las veladas juveniles; y aunque cultivaba también la pintura y el dibujo, su vocación no había tomado una orientación definitiva. Para encontrarse a sí mismo, emprendió un aventurado viaje a pie hacia la Argentina, a través de Bolivia. Llegó a Buenos Aires en 1915, y para sobrevivir ejerció diversos oficios; frecuentó también el grupo de artistas del barrio porteño de La Boca, encabezado por Benito Quinquela Martín y Orlando Stagnano. Se definió entonces su vocación por la pintura, y de vuelta al Perú, efectuó en Arica su primera exposición pictórica individual (1917). De retorno en Trujillo, se reencontró con sus amigos del Grupo Norte, que ya iba desarticulándose. Al respecto se recuerda que el 10 de junio de 1917, en una recepción que efectuó en su casa para mostrar sus esculturas a sus amigos, el poeta César Vallejo leyó por primera vez su celebrado poema Los heraldos negros.
En 1921 contrajo matrimonio con Adriana Romero Lozada Bello. Luego de tres años de reposada vida de hogar, emprendió viaje a Europa, beneficiado con una modesta beca otorgada por el gobierno del presidente Augusto B. Leguía. Inició entonces una nueva etapa en su vida artística. Radicó en Alemania de 1924 a 1925, donde realizó estudios de pintura y escultura bajo la dirección del profesor Henner; luego pasó a Italia y especialmente la costa de Liguria (1925-1926), Bélgica (1926-1927) y París (1927-1931), con un breve paréntesis de retornó al Perú en 1927. Esos años europeos le pusieron en contacto directo con las obras de los grandes maestros del impresionismo. 
En París concurrió a las clases que Antoine Bourdelle daba en la Academia de la Grande Chaumiére. Presentó muestras de sus obras en el Salón de Otoño (1928) y el Salón de los Independientes (1929). Allí también se reencontró con algunos de sus amigos de la bohemia trujillana, entre ellos Haya de la Torre y Vallejo. 
César Vallejo, que trabajaba entonces como periodista, comentó por entonces en una colaboración que envió a la revista Mundial de Lima, que “Macedonio de la Torre –con solo haber enviado este año por esfuerzo de sus amigos, un cuadro al salón de otoño– ha suscitado en la alta crítica francesa debates dignos de un renovador de la pintura. La crítica de París no le ha elogiado como se elogia a cualquiera, sino que le ha elogiado discutiéndolo, que es el verdadero modo de elogiar a un creador.” (mayo de 1929).
En 1930 Macedonio retornó a Lima con su familia, para radicar definitivamente en su patria. Realizó la primera exhibición de pintura vanguardista (paisajes urbanos y rurales del Viejo Continente) siendo éste un acontecimiento insólito en la capital peruana. No logró imponerse al indigenismo, entonces muy en boga entre los pintores peruanos, hasta que el pintor Ricardo Grau (quien, al igual que Macedonio, retornó al Perú en 1938 después de una larga estancia europea) replanteó dicha situación a favor de la difusión de la modernidad pictórica.
Las posteriores exposiciones de Macedonio fueron tan numerosas que sólo en Nueva York efectuó más de diez (1959 - 1960). Esta breve estancia en la ciudad de los rascacielos fue, en esta última fase de su vida, el único paréntesis breve fuera de su patria. 
Hasta su fallecimiento, Macedonio no cesó de pintar. El taller que ocupó desde la década del 1950, el sétimo piso del edificio “California”, en la calle de Mogollón –segunda cuadra del jirón Moquegua–, en el centro de Lima, se transformó en un lugar de encuentro obligado con el artista. Falleció el 13 de mayo de 1981, a la avanzada edad de 88 años.

## Características
Vitalmente consagrado a su labor artística, introdujo las técnicas y las concepciones del arte vanguardista, pero sin limitarse a ellas y renovándose siempre. Cultivó el expresionismo con singular acierto; pero también efectuó ensayos en una versátil gama de estilos, que incluye aun el abstraccionismo. Su imaginación desbordante lo llevó a gustar de paisajes figurativos, jardines impresionistas, retratos, bodegones y esa sucesión enrevesada de líneas multicolores a las que se conoce como sus “selvas”. Notables son también sus captaciones del paisaje peruano. 
Macedonio, además de la pintura, cultivó el dibujo y la escultura “conceptual”, creando artefactos con piedras marinas, huesos de aves, botones, crustáceos. Como artista interesado por los problemas estéticos de su patria, recorrió todo el territorio peruano, quedando muy sorprendido y admirado de la artesanía de los pueblos andinos. Estudió profundamente la creación artesanal y destacó sus virtudes en numerosos escritos publicados en diarios y revistas; aún más, presentó al gobierno peruano muy serias y planificados proyectos para el incremento y la explotación de tal industria popular.

## Su definición del arte
Macedonio de la Torre tuvo un concepto muy elevado del arte, pues para él era la armonía como esencia de la belleza y sin la cual no existiría más que el desorden, el caos y la muerte. De otro lado, el arte como fuerza impulsora del espíritu jugaba para él un papel preponderante en el progreso de los pueblos y en definición nacionalista de los mismos. Además, estimaba al arte como una realidad universal en la que de todos modos se debe sumar un espíritu local.